# Cornelis Evertsen den yngste
Cornelis Evertsen den yngste, född 16 november 1642, död 16 november 1706, var en nederländsk sjömilitär. Han var son till Cornelis Evertsen den äldre och kusin till Cornelis Evertsen den yngre.
Evertsen gick vid tio års ålder till sjöss, deltog i alla Nederländernas sjökrig, blev 1675 schoutbynacht och sändes 1676 till Östersjön för att stödja danskarna. 1679 blev han viceamiral och 1684 amirallöjtnant för Zeeland. I den flotta som 1688 överförde Vilhelm III till England, förde Evertsen avantgardet  och deltog sedan i kriget mot Frankrike.